# Anoplostoma campbelli
Anoplostoma campbelli is een rondwormensoort uit de familie van de Anoplostomatidae. De wetenschappelijke naam van de soort is voor het eerst geldig gepubliceerd in 1932 door Allgén.